# Achern
Achern je město v západním Bádensku-Württembersku v Německu. Nachází se přibližně 18 km jihozápadně od Baden-Badenu a 19 km severovýchodně od Offenburgu. Je čtvrtým největším městem zemského okresu Ortenau (Ortenaukreis).
Jako následek reformy krajů v 70. letech překročil počet obyvatel města hranici 20 000. Achern si proto zažádalo o udělení statutu Velké okresní město. Status mu byl zemskou vládou udělen s platností od 1. ledna 1974. V administrativních záležitostech spolupracuje Achern s obcemi Lauf, Sasbach a Sasbachwalden.

## Historie
První zmínka o Achernu, tehdy zvaného Acchara, pochází z roku 1095. V 11. a 12. století patřil Achern k hrabství Ortenau. Později se rozdělil na Oberachern a Niederachern, který začal být posléze nazýván jen Achern.
V době vrcholného středověku se Achern stal součástí Německého království a spadal pod správu fojtství Ortenau. Spolu s ním ho v roce 1334 získalo Bádensko, roku 1351 se společně připojily k štrasburskému knížecímu biskupství a v roce 1405 částečně k Falckému kurfiřtství. Roku 1504 pak přešel do majetku knížecího rodu Fürstenbergů.
Od roku 1551 patřila obec jako část zemského fojtství Ortenau k Předním Rakousům. V letech 1495 a 1637 město vyhořelo do základů a bylo poté několik let neobydlené.
V roce 1805 bylo Achern opět připojeno k tehdejšímu Bádenskému velkovévodství a stalo se sídlem oblastního soudu. Tři roky nato, roku 1808, obdrželo městská práva.
Roku 1924 byla obvodní správa v Achernu zrušena a převedena do úřadu v Bühlu, z něhož v roce 1939 vzešel zemský okres Bühl.
Spojenecký nálet 7. ledna 1945 poničil tři čtvrtiny města, 492 ze 656 domů.
Po 2. světové válce se zemský okres Bühl stal součástí spolkové země Jižní Bádensko, od roku 1952 do roku 1972 spadal pod Vládní obvod Jižní Bádensko spolkové země Bádensko-Württembersko. Po územní reformě v Bádensku-Württembersku byl zemský okres Bühl k 1. lednu 1973 rozpuštěn a jeho jižní část včetně města Achernu byla začleněna do nově vzniklého okresu Ortenau.
S platností od 1. ledna 1974 byl městu přidělen status Velké okresní město.

## Doprava
- Ve městě se nachází vlakové nádraží
- Veřejná doprava
- Dálnice A5

## Známé osobnosti
- Bertolt Brecht (1898–1956) – německý dramatik a básník 20. století
- Heinrich Hansjakob – spisovatel